# Colletes emaceatus
Colletes emaceatus är en biart som beskrevs av Noskiewicz 1936. Colletes emaceatus ingår i släktet sidenbin, och familjen korttungebin. Inga underarter finns listade i Catalogue of Life.